# Limestone (Oklahoma)
Limestone – jednostka osadnicza w Stanach Zjednoczonych, w stanie Oklahoma, w hrabstwie Rogers.